# André Michaux
André Michaux (Versalles, 7 de marzo de 1746 - Madagascar, 11 de octubre de 1802) fue un botánico, briólogo y explorador francés.

## Biografía
André Michaux nace en Versalles, en una granja de Satory, gustando del Gran Parque de Versalles, donde su padre era labriego, granjero del rey. En 1763, a su muerte, le sucede a la cabeza de la explotación, asociado con su hermano, y solo luego de casarse en 1769 con Anne Cécile Claye. Algunos años después ella fallece en 1770, al nacer su hijo François André Michaux, y le deja la granja a su hermano André-François Michaux. En 1797, Vincent Charlemagne Pluchet, pariente de André-François, le sucede en la empresa.
Viudo, comienza a estudiar botánica con el Dr. Louis Guillaume Le Monnier, médico principal de los reyes Luis XV y Luis XVI; y profesor de botánica del Jardín del Rey, siguiendo luego los cursos de Bernard de Jussieu en el Trianon y en el "Jardín del Rey".
En 1779, obtiene su licencia de botánico, se le encarga una misión a Inglaterra a los Jardines Botánicos Reales de Kew, logrando participar de la expedición botánica montada por Lamarck en Auvergne; y, en 1780, herboriza solo en los Pirineos franceses y españoles.
En 1782, es enviado por el gobierno francés a Persia para una misión botánica. Viaja con el cónsul Jean-François Rousseau, primo del filósofo Jean-Jacques Rousseau, permaneciendo muchos meses en Alepo, Bagdad y Basora, para seguir a Persia; es secuestrado a la salida de Bassora por una tribu árabe en revuelta contra las autoridades otomanas, pudiendo finalmente llegar bien a Persia donde explora el golfo Pérsico y el mar Caspio; se ha afirmado que ganó prestigio curando al Sah de una enfermedad grave. Al cabo de tres años y medio, vuele a Francia con un herbario, e introduce numerosas plantas orientales a los jardines botánicos franceses, Zelkova carpinifolia, Pterocarya fraxinifolia, Michauxia campanuloides. Reporta de ese viaje el primer documento epigráfico concerniente a la escritura cuneiforme introducida en Europa, un kudurru babilónico, conocido con el nombre de Caillou Michaux. Este documento célebre está conservado y expuesto actualmente en las salas de la "Biblioteca Nacional".
Es nombrado botánico real por Luis XVI y enviado a EE. UU. en 1785 a fin de investigar flora valiosa para Francia. Parte acompañado por su hijo, François André (1770-1855), con quien hace sus primeros viajes, volviendo a Francia en 1790.
André Michaux exploró América del Norte, desde Florida (en esa época española) hasta la bahía de Hudson (Canadá) y la costa atlántica hasta Misisipí.
En 1786, organiza y crea un jardín botánico en Charleston (Carolina del Sur), desde donde hace base para sus expediciones, muy audaces. Describe y nombra muchas especies estadounidenses durante ese periodo. Colecta y envía a Francia numerosas plantas y granos. Durante ese mismo periodo, introduce en América muchas especies de diversas regiones del mundo como Zelkova crenata, el olivo fragante Osmanthus fragrans, lilas de Indias o lilas de verano Lagerstroemia indica, el árbol Albizzia julibrissin, Ginkgo biloba, el te Camellia sinensis, etc. e importa a Francia muchísimas especies nuevas como Cladrastis lutea, la magnolia de grandes flores Magnolia macrophylla, el rododendron de Virginia Rhododendron catawbiense, etc.
En 1796 retorna a Francia, siendo víctima de un naufragio en las costas de Holanda, en el pequeño puerto de Egmond aan Zee; pierde sus efectos, mas puede salvar la mayor gran parte de sus colecciones. Ya en París el 23 de diciembre de 1796, nunca jamás obtuvo arreglo de sus cargos impagos después del debut de la República.
En 1800, se embarca en la expedición Baudin (1800-04) hacia Australia. Mas prefiere dejar la nave en la isla de Mauricio; permaneciendo un año allí, para partir luego a Madagascar a fin de inspeccionar su flora, donde muere de una fiebre tropical tres meses más tarde. Sus trabajos botánicos fueron muy bienvenidos para conocer especies orientales y de América del Norte. Su obra como botánico la hizo básicamente a campo, agregando muchísimo de lo hecho y conocido previamente en botánica de Oriente y de EE. UU.
Su hijo fue el botánico François André Michaux (1770-1855).

## Honores

### Epónimos
La lis de Carolina Lilium michauxii, la sumac de Michaux Rhus michauxii, las michauxies Michauxia L'Hér. y más de ciento treinta especies y variedades , fueron bautizadas en su reconocimiento.
En Norteamérica: EE. UU., la Michaux State Forest, un bosque de Virginia; en Quebec la Reserva Ecológica Michaux así como la "isla Michaux" en el lago Mistassini le fueron dedicadas.

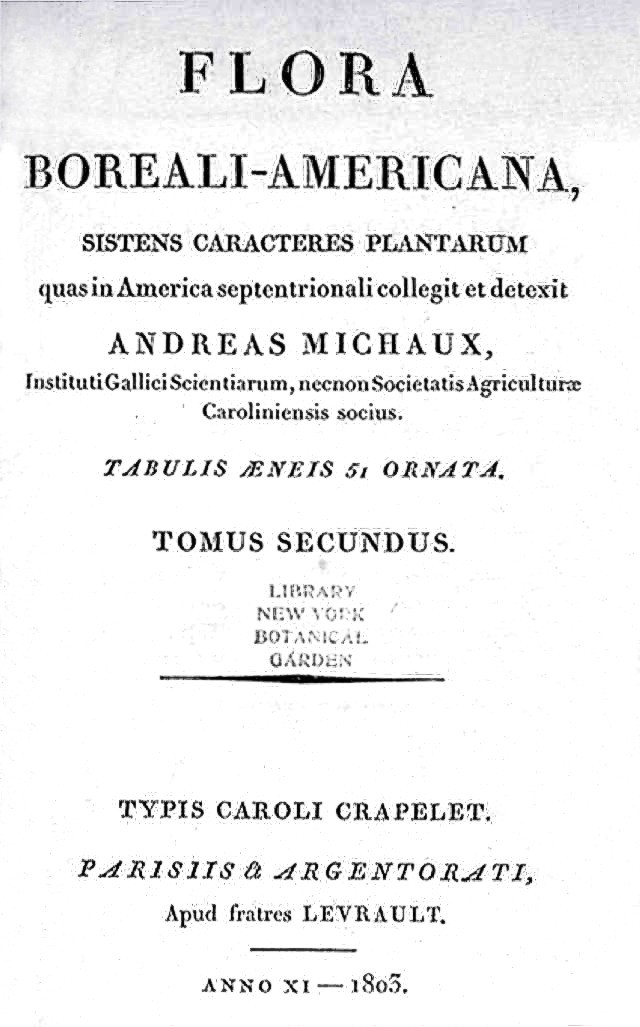
Prontispicio de Flora Boreali-Americana

## Algunas publicaciones
Escribió dos obras preciosas de la flora de América del Norte:
- una Histoire des chênes de l'Amérique septentrionale (1801), incluyendo treinta y seis planchas,

- y la  Flora Boreali-Americana  (2 volúmenes, 1803), accesible en línea en Botanicus, con cincuentiuna planchas.

Su hijo François-André le publica una Histoire des arbres forestiers de l'Amérique septentrionale (3 volúmenes, 1810-1813), con ciento cincueantiseis planchas, con una versión inglesa en 1817-1819 con el nombre The North American Sylva.